# Косанчићев венац
Косанчићев венац представља насељено подручје које гледа на реку Саву, и простире се од Калемегданске тврђаве до Бранковог моста.

## Историја
Косанчићев венац представља подручје најстаријег компактног насеља у Београду са сачуваним старим растером спонтано насталих улица, старим уличним застором, дрворедима и амбијентом са великим бројем старих кућа и јавних грађевина које документују историјски развој овог дела Београда од прве половине 18. века када је извршена реконструкција наслеђеног касносредњевековног насеља до данашњих дана. У оквире Косанчићевог венца спадају историјска места са налазима насеља и некрополе римског Сингидунума, као и прва предграђа изван некадашњих оквира града.
Подручје Косанчићевог венца уклапа се у ужу зону цивилног насеља античког Сингидунума. О његовом изгледу може се судити само на основу оскудних археолошких налаза с обзиром на то да се они налазе испод данашњих објеката. Овај део насеља налазио се испод градског форума (на простору данашње Народне банке) на коме се налазио Јупитеров храм о чијем постојању сведоче налази жртвеника. Испод Форума, на месту старе Богословије, налазиле су се јавне градске терме.
Током археолошких истраживања остатака Народне библиотеке пронађени су остаци мозаика.
Најстарије грађевине до данас сачуване потичу из периода између Другог српског устанка 1815. и предаје кључева Београда кнезу Михаилу 1867. Сачувано је мало објеката. Најзначајније су оне које су имале државно-административни и верски карактер — Саборна црква и Конак кнегиње Љубице. Саборна црква подигнута је четрдесетих година деветнаестог века као једнобродна класицистичка грађевина са барокним звоником. Конак кнегиње Љубице настао је 1829-30. године под утицајем балканске традиције и савремених европских стилова.
Да би били ближи Саборној цркви, и као контратег Турском утврђењу на обали Дунава, Срби су изградили и развијали насеље.
Већ до половине 19. века настали су сви значајни јавни објекти. Њихова изградња условила је и бржи развој стамбеног насеља у непосредној близини. На жалост из тог периода процвата градитељства остало је сачувано само неколико кућа, с обзиром да су стамбене зграде зидане од трошних материјала. Из тог периода су објекти у Улици Косанчићев венац 18, Фрушкогорској 10, приземље Задарске 5, Карађорђевој 29 и 35.
Ипак, Косанчићев венац је постао организованије насеље тек неколико деценија касније, пошто су Турци напустили Београд. Најуже повезан са Кнез Михаиловом улицом, Обилићевим венцем и Београдском Тврђавом, на Косанчићевом венцу су, у почетку, куће подизане ближе Саборној цркви, а затим је насеље кренуло да се шири. У деветнаестом веку, Косанчићев венац, са улицом Краља Петра у којој су се налазиле главне установе тадашње нове српске државе, је био друштвени, културни и трговински центар Београда.

## Архитектура
Улица и део града око ње је названа по српском хероју Ивану Косанчићу. Према легенди, он је погинуо на Боју на Косову 1389. године. Данас, у улици која је названа по њему стоји и његова биста, коју је направио српски скулптор Петар Убавкић.
Један број грађевина зиданих у духу балканске архитектуре сачувао се до данас- Кафана „?“, док су неке потпуно трансформисане или урушене — низ кућа породице Жујовић у Карађорђевој улици. Највећи број кућа које чине Косанчићев венац изграђене су или крајем 19. века или после Првог светског рата. Од седамдесетих година почиње и интензивнија изградња стамбених кућа, углавном приземних, ређе спратних, које су се, делимично, очувале до данас и које дају карактеристичан изглед Косанчићевом венцу. Зграде су једнопородичне, солидно грађене. Обликоване су у академском стилу уз примену веома скромних елемената декоративне пластике. Социолошки, оне одсликавају схватања тек формиране буржоазије. Током две деценије (од 1918. до 1941. године), на савском делу некадашње Вароши подигнуте су десетине нових грађевина са јавним функцијама. У границама данашњег Косанчићевог венца битне промене су се збиле у најужем средишту око Саборне цркве. На положају старе Митрополије подигнута је Патријаршија, а Богословија и суседне зграде су уклоњене да би се на њиховим местима изградила Амбасада Француске окружена вртом и високим зидовима. На доминантном положају где се терен стрмо спушта према реци подигнута је гломазна пословна зграда (некада Финансијска дирекција, данас Ректорат универзитета уметности). Поједини блокови стамбених зграда, међу којима је било врло старих кућа окружених баштама порушени су да би се подигле стамбене вишеспратнице за најам. Иза некадашње Варош капије према Задарској улици и Косанчићевом венцу изникле су масивне вишеспратнице, које су се наметнуле амбијенту са нижим зградама и малим парцелама. Слична зграда подигнута је преко пута Саборне цркве, на месту где се налазила Ичкова кућа, поред кафане „?“.
На Косанчићевом венцу сачувани су вредни примерци традиционалне балканске архитектуре: Конак кнегиње Љубице, кафана „?“, стамбене зграде које представљају прелазне типове од традиционалне ка европској архитектури – Фрушкогорска 10, Косанчићев венац 18, објекти градске архитектуре европских стилова 19. века – Саборна црква, Косанчићев венац 7-15, Кућа Димитрија Крсмановића, Кнеза Симе Марковића 2, значајне грађевине 20. века – Основна школа код Саборне цркве, Кућа Бранислава Којића, Задарска 6, Зграда Патријаршије, Краља Петра 5.
Један од симбола је такође и место на ком се налазила Народна библиотека Србије, која је уништена током бомбардовања Београда 1941. године. Док је библиотека горела, уништена је комплетна писана култура Србије. Планирано је да се на месту зграде Народне библиотеке Србије направи Меморијални центар који ће представљати центар културног и трговачког живота не само Косанчићевог венца, већ и целог Београда.
Ове као и друге зграде чине материјална сведочанства историјског развоја Косанчићевог венца као управног, црквеног и културног центра, као и стамбеног средишта.
Косанчићев венац је први развијени управни, културни, духовни и економски центар Београда и обновљене српске државе. Иако није сасвим компактна целина нити јединствен по хронологији настанка, типологији или стилској припадности он представља најстарије сачувано градско ткиво на ком у континуитету живе Срби.

## Галерија
- Остаци старе Народне библиотеке Србије